# 浜村淳の茶屋町チャ・チャ・チャ
浜村淳の茶屋町チャ・チャ・チャ（はまむらじゅんのちゃやまちチャチャチャ）は、2006年4月9日から10月1日まで毎日放送ラジオ（MBSラジオ）で毎週日曜日の9:30 - 10:00に放送されていたラジオ番組。

## 備考
この番組が始まる前は、同じ時間帯で「浜村淳の日曜夢語り」が放送されていたが、同番組の単独スポンサーだった愛ZECRA（愛染蔵）が2006年3月16日に自己破産した為に、3月19日放送分をもって番組打ち切りとなり、その後番組として始まった番組である。番組タイトルの「茶屋町」は、MBSの本社のある大阪市北区茶屋町を表す。
番組の内容は前番組の「浜村淳の日曜夢語り」とほぼ同じ内容で、1950年-1970年代のオールディーズナンバーをかけていく番組である。

## 出演者
- 浜村淳
- 阿部宏美（フリーアナウンサー）

前番組の「浜村淳の日曜夢語り」では浜村淳のパートナーは西村麻子（MBSアナウンサー）であったが、2006年3月下旬から出産の為産休に入った為、阿部宏美がパートナーとなった。
おそらく、「浜村淳の日曜夢語り」の時から4月以降のパートナー交代は決まっていたと思われる。
なお、「茶屋町 - 」は2006年10月1日で終了し、翌週の10月8日から「浜村淳のなんばでルンバ!」としてリニューアル。なんばパークス内にあるサテライトスタジオ「ParaParaスタジオ」からの公開録音になる。パートナーは阿部宏美から「ありがとう浜村淳です」で木・金曜のパートナーを9月末まで担当していた奥井ともこに交代する。なお、阿部宏美は2006年10月から「ありがとう - 」の木・金曜のパートナーを担当する。